# Пурита, Эмилиано
Эмилиа́но Пури́та (исп. Emiliano Purita; род. 25 марта 1997, Буэнос-Айрес) — аргентинский футболист, правый защитник клуба «Патронато».

## Биография
Воспитанник клуба «Сан-Лоренсо». В октябре 2016 года единственный раз попал в заявку основного состава своей команды в официальном матче, но на поле не вышел. В сезоне 2017/18 был отдан в аренду в другой клуб высшего дивизиона Аргентины — «Арсенал» (Саранди). Дебютный матч в чемпионате сыграл 23 сентября 2017 года против клуба «Темперлей», заменив на 65-й минуте Рамиро Карреру. Первый гол в чемпионате забил 5 мая 2018 года в ворота «Росарио Сентраль». Всего за сезон сыграл 19 матчей и забил один гол, а «Арсенал» финишировал предпоследним и покинул высший дивизион. Летом 2018 года защитник был отдан в аренду дебютанту высшего дивизиона «Сан-Мартин» (Тукуман), который по итогам сезона 2018/19 также стал предпоследним и вылетел из высшего дивизиона. Летом 2019 года футболист расторг контракт с «Сан-Лоренсо» и подписал постоянный контракт с «Сан-Мартином», в его составе провёл ещё два сезона во втором дивизионе Аргентины.
Летом 2021 года перешёл в клуб Суперлиги Греции «Волос», где стал одним из шести аргентинских игроков, провёл за сезон 20 матчей, а его клуб финишировал 10-м из 14 участников. В августе 2022 года перешёл в украинский клуб «Днепр-1». Дебютный матч за клуб сыграл 18 августа 2022 года в плей-офф квалификации Лиги Европы против кипрской команды АЕК Ларнака.
В составе сборной Аргентины до 20 лет в 2016 году принял участие в международном турнире в Испании, выходил на поле в матчах против молодёжных сборных Катара, Коста-Рики и Венесуэлы и забил гол в ворота Коста-Рики.

## Достижения
«Днепр-1»
- Серебряный призёр чемпионата Украины: 2022/23